# The Blue Elephant
The Blue Elephant (hebräisch הפיל הכחול) ist eine 2005 gegründete israelische Rockband aus Ashkelon.

## Geschichte
Im Jahr 2005 erlitt Liron Atia nach einem schweren Snowboardunfall eine Lähmung der unteren Körperhälfte. Während seines Krankenhausaufenthalts besuchten ihn seine Freunde, und sie begannen gemeinsam, Lieder zu schreiben und mit Gitarrenbegleitung zu singen. Nach seiner Genesung beschlossen die Musiker, eine Band zu gründen. Während seiner Rehabilitationsphase hatte Atia regelmäßig eine blaue Pille einnehmen müssen, die schließlich zur Inspirationsquelle für den Bandnamen wurde. Dabei ermöglichte der englische Begriff „blue pill“ ein Wortspiel: das englische Wort „pill“ klingt genauso wie das hebräische Wort פִּיל (ausgesprochen „pil“), das Elefant bedeutet.
Etwa zur gleichen Zeit stieß Daniel Barkat, ein Cousin Atias aus Maʿalot-Tarschiha im Norden Israels, als Sänger zur Band. 2006 trat die Band zum ersten Mal in Ashkelon beim Independent-Label Kolya Records auf und begann mit der Aufnahme ihres Debütalbums. Itay Sahar wurde Produzent und Arrangeur und trug zur Entwicklung des Rocksounds der Band bei. Gleichzeitig trat die Band weiterhin in Ashkelon und in ganz Israel auf.
2009 veröffentlichte die Band drei Singles. Die ersten beiden wurden jedoch kaum im Radio gespielt. Im Mai 2009 erschien ihr Debütalbum Above the Water beim Label Hashimi. Die dritte Single, Yasmin (hebräisch יסמין), hielt sich 13 Wochen in den Charts des Radioprogramms Galgalatz. Der Sender Channel 2 News strahlte einen Beitrag über die Band aus.
Im September 2009 belegte die Band bei der jährlichen Galgalatz-Hitparade 2009 den dritten Platz in der Kategorie „Band des Jahres“ und wurde außerdem von den lokalen Radiosendern „Kol Negev“ und „Kol Netanya“ zur Band des Jahres gewählt.
Im Februar 2012 veröffentlichte die Band ihr zweites Album und im August 2015 eine weitere Single. Im November 2017 startete die Band das Projekt Headstart. Im März 2018 veröffentlichte die Band das dritte Album und stellte es anschließend auf YouTube ein. 2021 veröffentlichte die Band weitere Singles, zum Teil mit Musikvideos, und am 16. Februar 2023 das vierte Album. Am 7. Februar 2024 spielten sie anlässlich des Darom-Adom-Festivals eine Tributversion von T-Slams Lied Kalaniyot (hebräisch כלניות, dt. Anemonen), das sie dem Initiator des Festivals, Ofir Libstein, widmeten, der bei dem Terrorangriff der Hamas am 7. Oktober 2023 ermordet wurde.